# 29 جمادى الآخرة
- السبت
- الأحد
- الاثنين
- الثلاثاء
- الأربعاء
- الخميس
- الجمعة

- 2830 نوفمبر 2024
- 291 ديسمبر 2024
- 12 ديسمبر 2024
- 23 ديسمبر 2024
- 34 ديسمبر 2024
- 45 ديسمبر 2024
- 56 ديسمبر 2024
- 67 ديسمبر 2024
- 78 ديسمبر 2024
- 89 ديسمبر 2024
- 910 ديسمبر 2024
- 1011 ديسمبر 2024
- 1112 ديسمبر 2024
- 1213 ديسمبر 2024
- 1314 ديسمبر 2024
- 1415 ديسمبر 2024
- 1516 ديسمبر 2024
- 1617 ديسمبر 2024
- 1718 ديسمبر 2024
- 1819 ديسمبر 2024
- 1920 ديسمبر 2024
- 2021 ديسمبر 2024
- 2122 ديسمبر 2024
- 2223 ديسمبر 2024
- 2324 ديسمبر 2024
- 2425 ديسمبر 2024
- 2526 ديسمبر 2024
- 2627 ديسمبر 2024
- 2728 ديسمبر 2024
- 2829 ديسمبر 2024
- 2930 ديسمبر 2024
- 3031 ديسمبر 2024
- 11 يناير 2025
- 22 يناير 2025
- 33 يناير 2025

29 جُمادى الآخرة أو 29 جُمادی‌ الثانية أو يوم 29 \ 6 (اليوم التاسع والعُشرون من الشهر السادس) هو اليوم السابع والسبعون بعد المائة (177) من أيَّام السنة (أو الثامن والسبعون بعد المائة لو كان شهر ربيع الآخر مُتممًا لليوم الثلاثين أو التاسع والسبعون بعد المائة لو أتم كلاً من صفر وربيع الآخر ثلاثين يوماً) وفق التقويم الهجري القمري (العربي). يبقى بعده 177 أو 178 يومًا لانتهاء السنة.

## أحداث
- 1359 هـ - الجيش الإيطالي يجتاح أرض الصومال البريطانية في الحرب العالمية الثانية.
- 1382 هـ - أحمد بن بلة يشكل أول حكومة في الجزائر بعد الاستقلال.
- 1388 هـ - انتهاء أعمال نقل معبد أبو سمبل.
- 1390 هـ - انعقاد مؤتمر القمة السابع لمنظمة الوحدة الإفريقية في أديس أبابا، وقد افتتحه نجاشي الحبشة هيلا سلاسي.
- 1399 هـ - عودة مدينة العريش إلى السيادة المصرية بموجب اتفاقية كامب ديفيد.
- 1421 هـ - بداية الانتفاضة الفلسطينية الثانية بعد دخول وزير الدفاع الإسرائيلي أرئيل شارون لحرم المسجد الأقصى.
- 1428 هـ - محادثات بين الأفرقاء اللبنانيين بمستوى الصف الثاني بمشاركة من ممثلين المجتمع المدني تعقد في «سان كلو» بفرنسا وذلك لحل الخلافات بين السياسيين اللبنانيين برعاية فرنسية رسمية ممثلة بوزير الخارجية برنار كوشنار، واستمرت المحادثات ليومين ولم تؤدي إلى نتيجة ملموسة.
- 1430 هـ - نجاة رئيس جمهورية إنغوشيتيا المتمتعة بالحكم الذاتي ضمن روسيا الاتحادية يونس بك يفكيروف من محاولة اغتيال إثر انفجار سيارة ملغومة في موكبه.
- 1431 هـ - اندلاع اشتباكات عرقية بين القرغيز والأوزبك في جنوب قرغيزستان، وبالأخص في مدينتي أوش وجلال آباد، مما تسبب بمصرع 170 شخصًا على الأقل.

## مواليد
- 354 هـ - ابن الهيثم، عالم رياضيات وبصريات وفلكي وفيزيائي عربي.
- 1309 هـ - أحمد محمد شاكر، عالم حديث مصري.
- 1319 هـ - محمد حامد فهمي، فقيه قانوني مصري.
- 1347 هـ - جنكيز أيتماتوف، أديب قيرغيزي.
- 1360 هـ - مديحة حمدي، ممثلة مصرية.
- 1372 هـ - صباح الخالد الحمد الصباح، نائب رئيس الوزراء ووزير الخارجية ووزير الدولة لشؤون مجلس الوزراء الكويتي.
- 1374 هـ - طلعت زين ممثل ومطرب غربي مصري.
- 1385 هـ - يوسف بوهلول، ممثل بحريني.
- 1390 هـ - رانيا العبد الله، زوجة ملك الأردن عبد الله الثاني بن الحسين.
- 1391 هـ - فتحي عبد الوهاب، ممثل مصري.
- 1410 هـ - نواف العابد، لاعب كرة قدم سعودي.

## وفيات
- 1428 هـ - خالد نصرة، شاعر وصحفي فلسطيني.
- 1429 هـ - عبد الوهاب المسيري، مفكر وكاتب مصري.
- 1433 هـ - عبد الباسط المقرحي، شخص ليبي مدان بقضية لوكربي.

## وصلات خارجية
- موقع قصة الإسلام: حدث في شهر جُمادى الآخرة.